# Cod ATC M05
Codul ATC M05  al sistemului de clasificare Anatomo-Terapeutico-Chimică (ATC) numit medicamente pentru tratamentul afecțiunilor oaselor, include un grup de medicamente folosite în tratamentul diverselor afecțiuni osoase (hipercalcemie asociată cu tumori maligne, dureri osoase asociate cu metastaze, osteoporoză, boala Paget, fracturi etc.). Acest grup de medicamente cuprinde  4 subgrupuri de medicamente: M05BA - bisfosfonații, M05BB - bisfosfonați în combinație cu alte medicamente, M05BC -proteinele morfogenetice osoase și M05BX - alte medicamente care influențează structura oaselor și mineralizarea.

## M05. Medicamente pentru tratamentul afecțiunilor oaselor

### M05B. Medicamente care influențează structura oaselor și mineralizarea

#### M05BA. Bisfosfonați
M05BA. Bisfosfonați
- M05BA01 Acid etidronic
- M05BA02 Acid clodronic - În România sunt înregistrate produsele Bonefos 800 mg comprimate filmate Arhivat în 26 martie 2018, la Wayback Machine. și Sindronat 300  mg/5 ml concentrat pentru soluție perfuzabilă.
- M05BA03 Acid pamidronic
- M05BA04 Acid alendronic
- M05BA05 Acid tiludronic
- M05BA06 Acid ibandronic
- M05BA07 Acid risedronic
- M05BA08 Acid zoledronic

#### M05BB. Bisfosfonați, combinații
M05BB. Bisfosfonați, combinații
- M05BB01 Acid etidronic   + Calciu, administrare secvențială
- M05BB02 Acid risedronic + Calciu, administrare secvențială
- M05BB03 Acid alendronic + Colecalciferol
- M05BB04 Acid risedronic + Calciu + Colecalciferol, administrare secvențială
- M05BB05 Acid alendronic + Calciu + Colecalciferol, administrare secvențială
- M05BB06 Acid alendronic + Alfacalcidol, administrare secvențială
- M05BB07 Acid risedronic + Colecalciferol
- M05BB08 Acid zoledronic  + Calciu + Colecalciferol, administrare secvențială

#### M05BC Proteine morfogenetice osoase
M05BC Proteine morfogenetice osoase 
- M05BC01 Dibotermină alfa
- M05BC02 Eptotermină alfa

#### M05BX. Alte medicamente care influențează structura oaselor și mineralizarea
M05BX. Alte medicamente care influențează structura oaselor și mineralizarea
- M05BX01 Ipriflavonă
- M05BX02 Clorhidrat de aluminiu
- M05BX03 Ranelat de stronțiu
- M05BX04 Denosumab
- M05BX05 Burosumab
- M05BX06 Romosozumab
- M05BX53 Ranelat de stronțiu + Colecalciferol